# 湯来町
湯来町（ゆきちょう）は、かつて広島県の佐伯郡に存在した町。
2005年4月25日に広島市に編入した。広島市は平成の大合併においては湯来町以外にも安芸郡府中町・海田町・熊野町・坂町、佐伯郡宮島町の5町との合併も検討され、特に府中町・海田町の2町との間とは法定協議会を設置して合併論議を進めていたが、唯一合併に至ったのがこの湯来町である。
現在は広島市に編入され佐伯区の一部になり、町名も使用されている（佐伯区湯来町○○という形、ただし、杉並台のみ佐伯区杉並台となる）。

## 沿革
- 1889年4月1日 - 市町村制施行。湯来町域には当時いずれも佐伯郡に属する上水内村・砂谷村・水内村が存在した。
- 1956年9月30日 - 上水内・砂谷・水内各村が対等合併して湯来町が成立する。
- 2005年4月25日 - 広島市に編入され消滅。同時に広島市佐伯区の一部となる。

## 地理
河川
- 太田川
- 水内川 - 太田川支流。
- 八幡川 - 佐伯区で広島湾に注ぐ二級河川。

山
- 大峯山（標高1050m）
- 東郷山（標高977m）
- 天上山（標高973m）

## 名所・旧跡
- 湯来温泉
- 湯の山温泉
- 大元神社
- 津伏大元神社
- 多羅多羅の滝
- 石が谷峡
- 加下峡（東山渓谷）
- 四本杉（森の巨人たち百選の一つ）
- リアルかかしの里山

## 年中行事
- 湯の山温泉桜まつり（4月）
- 湯来温泉ホタルまつり（6月）

## 産業
農業・酪農が主産業。特産品としては砂谷株式会社や久保アグリファーム山ふぐ（刺身コンニャク）がある。

## 大字
- 下（しも）
- 白砂（しらさご）
- 菅沢（すがさわ）
- 杉並台（すぎなみだい）
- 多田（ただ）
- 葛原（つづらはら）
- 伏谷（ふしだに）
- 麦谷（むぎたに）
- 和田（わだ）

## 交通（2005年4月24日当時のデータ）

### 鉄道
2003年11月30日まではJR可部線があり、町内下地区に水内駅があったが、利用者減少により廃止された。

### バス
- 広電バス
- ささき観光
- 加計交通

### 道路
国道
- 国道191号
- 国道433号
- 国道434号

主要地方道
- 広島県道41号五日市筒賀線
- 広島県道42号大竹湯来線
- 広島県道71号広島湯来線
- 広島県道77号久地伏谷線

一般県道
- 広島県道177号下佐東線
- 広島県道291号長野葛原線
- 広島県道292号川角佐伯線
- 広島県道293号本多田佐伯線
- 広島県道304号中筒賀下線
- 広島県道461号白砂玖島線

## 教育（2005年4月24日当時のデータ）
小学校
- 湯来町立湯来西小学校
- 湯来町立湯来東小学校
- 湯来町立湯来南小学校

中学校
- 湯来町立湯来中学校
- 湯来町立砂谷中学校

高等学校
- 広島県立湯来南高等学校

## 備考
- 湯来温泉は村下孝蔵のデビュー曲「月あかり」のモデルになったところである。
- 広島県には「ゆきちょう」と読む自治体がもう一つあったが、そちらは油木町（現：神石郡神石高原町）と表記する。
- 大阪万国博覧会のベトナム館が「湯来ベトナム館」として移設されていた[1]。